# Попов, Александр Александрович (протоиерей)
Александр Алекса́ндрович Попо́в также Попов 2-й (13 мая 1868, село Святица, Глазовский уезд, Вятская губерния — 14 декабря 1937, Новосибирск) — протоиерей, член III Государственной думы от Вятской губернии.

## Биография
Родился в селе Святица (ныне — в Фалёнском районе Кировской области) в семье священника.
Окончил Нолинское духовное училище (1882) и Вятскую духовную семинарию (1888). Затем два года преподавал в народной школе.
С 1890 года иерей, настоятель храма Рождества Христова в с. Медьма Глазовского уезда. С 1897 года приписан к Преображенскому собору города Глазов, противораскольнический миссионер по северной полосе Глазовского уезда, с 1899 года уездный наблюдатель церковно-приходских школ, в 1902 году награжден камилавкой.
С 1907 года депутат III Государственной думы (фракция прогрессистов), член комиссий: по делам Православной Церкви (с 1-й сессии ее секретарь), вероисповедным вопросам, бюджетной, направлению законодательных предположений.
С 1912 года настоятель храма в селе Круглово Слободского уезда, председатель Комитета по устройству прихода в деревне Каменное Заделье Глазовского уезда. С 1913 года секретарь съезда духовенства Сарапульского училищного округа, настоятель Троицкого храма в селе Березово Орловского уезда. С 1914 года настоятель Покровского храма в селе Балезино Глазовского уезда, награждён наперсным крестом. С 1915 года законоучитель в Голусинском училище, председатель совета Вятского епархиального женского училища, священник в Александро-Невском соборе Вятки, законоучитель в 1-м высшем начальном училище. С 1917 года протоиерей.
В 1917 член Поместного собора Православной Российской Церкви как клирик от Вятской епархии, участвовал в 1–2-й сессиях, член I, III, VII, VIII, XXIII отделов.
С 1918 года председатель Вятского епархиального совета. В 1921—1922 годах заведующий делами канцелярии Вятского епархиального управления. В августе 1922 года за «связь с подпольными монархическими группировками, распространение нелегальных воззваний Патриарха Тихона, митрополита Агафангела и Братства ревнителей Православия» был заключён в тюрьму «по I категории» сроком на месяц. Примкнул к обновленчеству и через 10 дней был освобождён.
В 1930 году овдовел, с 1931 года настоятель Михаило-Архангельского храма в городе Кушва Уральской области, окружной благочинный.
В 1932 г. сослан на 3 года в село Нарым Западно-Сибирского края, в 1934 году освобождён. В 1935 году как «социально опасный элемент» выслан из Ленинграда в Новосибирск. В декабре 1937 года обвинён в «участии в контрреволюционной кадетско-монархической организации» и расстрелян.

## Семья
Отец — сельский священник Вятской епархии,.
Старший брат Стефан  — священник, вятский депутат в IV Государственной думе.
Жена — Серафима Попова.
Дети — Вера, Наталия, Николай, Михаил, Дмитрий.